# Анді Діуф
Анді Діуф (фр. Andy Diouf, нар. 17 травня 2003, Неї-сюр-Сен) — французький футболіст, півзахисник клубу «Ланс».
Виступав за молодіжну збірну Франції.

## Клубна кар'єра
Народився 17 травня 2003 року в місті Неї-сюр-Сен. Вихованець юнацьких команд низки футбольних клубів, останнім з яких був «Ренн».
У дорослому футболі дебютував 2020 року виступами за другу команду«Ренна», а за рік почав залучатися до складу головної команди клубу.
Протягом сезону 2022–23 грав у Швейцарії за «Базель», після чого повернувся на батьківщину, ставши гравцем «Ланса».

## Виступи за збірні
2019 року дебютував у складі юнацької збірної Франції (U-17), загалом на юнацькому рівні взяв участь у 25 іграх, відзначившись 2 забитими голами.
З 2023 року залучається до складу молодіжної збірної Франції. На молодіжному рівні зіграв в одному офіційному матчі.
2024 року був включений до заявки олімпійської збірної Франції для участі у футбольному турнірі на тогорічних Олімпійських іграх у Парижі.

## Статистика виступів

### Статистика клубних виступів
Станом на 24 липня 2023
| Сезон             | Команда           | Чемпіонат         | Чемпіонат | Чемпіонат | Національний кубок | Національний кубок | Національний кубок | Континентальні кубки | Континентальні кубки | Континентальні кубки | Інші змагання | Інші змагання | Інші змагання | Усього | Усього |
| Сезон             | Команда           | Ліга              | Ігор      | Голів     | Ліга               | Ігор               | Голів              | Ліга                 | Ігор                 | Голів                | Ліга          | Ігор          | Голів         | Ігор   | Голів  |
| ----------------- | ----------------- | ----------------- | --------- | --------- | ------------------ | ------------------ | ------------------ | -------------------- | -------------------- | -------------------- | ------------- | ------------- | ------------- | ------ | ------ |
| 2020–21           | «Ренн 2»          | АЧФ2              | 3         | 0         |                    | -                  | -                  |                      | -                    | -                    |               | -             | -             | 3      | 0      |
| 2021–22           | «Ренн 2»          | АЧФ2              | 6         | 0         |                    | -                  | -                  |                      | -                    | -                    |               | -             | -             | 6      | 0      |
| трав. 2021        | «Ренн»            | Л1                | 1         | 0         | КФ                 | -                  | -                  |                      | -                    | -                    |               | -             | -             | 1      | 0      |
| 2021–22           | «Ренн»            | Л1                | 5         | 0         | КФ                 | 1                  | 0                  | ЛК                   | 0                    | 0                    |               | -             | -             | 6      | 0      |
| 2022–23           | «Базель»          | СЛ                | 34        | 0         | КШ                 | 4                  | 0                  | ЛК                   | 17                   | 3                    | -             | -             | -             | 55     | 3      |
| Усього за кар'єру | Усього за кар'єру | Усього за кар'єру | 49        | 0         |                    | 5                  | 0                  |                      | 17                   | 3                    |               | -             | -             | 71     | 3      |

## Титули і досягнення
Олімпійська збірна Франції
- Срібні медалі Олімпійських ігр 2024[2]